# Løve (by)
 For alternative betydninger, se Løve (flertydig). (Se også artikler, som begynder med Løve)
Løve er en tidligere stationsby på Nordvestsjælland med 298 indbyggere  (2024), beliggende 2 km syd for Høng, 11 km nord for Slagelse og 27 km sydøst for Kalundborg. Byen hører til Kalundborg Kommune og ligger i Region Sjælland.
Løve ligger i Gierslev Sogn, som har to kirker: Gierslev Kirke i landsbyen Gierslev 2 km øst for Løve og Vester Løve Kirke 2½ km vest for Løve. Herregården Løvegård ligger 1½ km syd for byen.

## Historie

### Stednavne
Løve lagde navn til Løve Herred, det sydligste herred i Holbæk Amt. I Valdemar Sejrs jordebog fra 1231 kaldes Løve by et kongelev (= krongods) og benævnes Løghe, der er tolket som "lyet", et helligsted. Men navnet kan også være udledt af løgh, fra norrønt laug, der betød "vaskevand",  og kendes fra ordet løgherdag (= vaskedag, badedag), som i 1700-tallet var blevet til løverdag  og i nyere dansk kendes som "lørdag". 
Af andre forvanskede stednavne på egnen nævnes Timianengen, hvor der ikke vokser timian; oprindeligt hed det Tingmandsengen, fordi tingmændenes heste græssede der. Ligeledes er Rævebjerget en forvanskning af Røverbjerget, fra den gang det var et rettersted. 

### Løve Mølle
Løve Mølle ligger i byen på Kappelsbjerg 41 m.o.h. Den blev bygget i 1860, men brændte i 1881, hvorefter den nuværende mølle blev opført. Den er 19 m høj og har også været et pejlemærke for søfarende.

### Jernbanen
Løve havde station, senere trinbræt på Slagelse-Værslev-banen, der blev indviet i 1898. Persontrafikken blev i 1971 indstillet nord for Høng, men overtaget af Høng-Tølløse-banen syd for Høng, så der opstod en sammenhængende bane Tølløse-Høng-Slagelse (Tølløsebanen). Her har Løve Station så været trinbræt indtil 11. december 2011, hvor det blev nedlagt sammen med det i Havrebjerg. Stationsbygningen er bevaret på Stationsvej 5.